# Dumitru Moraru
Dumitru Moraru (ur. 8 maja 1956) – rumuński piłkarz. Występował w Metalulu Bukareszt, Steaui Bukareszt, Dinamie Bukareszt, Victorii Bukareszt i IK Start. Zaliczył 39 występów w reprezentacji Rumunii i był członkiem jej kadry na Euro 1984.